# Jean-Pierre de Damas d'Anlezy
Pour les articles homonymes, voir Damas (homonymie).
Jean-Pierre de Damas d’Anlezy, marquis de Thianges, né le 4 mars 1734 à Paris, mort le 7 septembre 1800 à Anlezy (Nièvre), est un général et homme politique français.

## Famille
Il est le fils de Louis François de Damas, dit le comte d’Anlezy, comte de Thianges, capitaine de cavalerie et de Madeleine Angélique de Gassion. Il épouse en 1758 Michelle Perrette Le Veneur de Tillières, fille de Jacques Tanneguy Le Veneur, comte de Tillières, maréchal des camps et armées du Roi, et Michelle Julie Françoise Bouchard d’Esparbès de Lussan de Jonzac.

## États de service
Il entre en service en 1749, comme lieutenant en second au régiment du Roi-infanterie, il devient lieutenant en 1755, et capitaine en 1758.
En 1759, il est nommé colonel dans le régiment des grenadiers royaux de France, et il participe à toutes les campagnes de la guerre de Sept Ans. Il est à la tête du régiment de Le Camus, lorsqu’il est fait prisonnier le 24 juin 1762, à la bataille de Wilhelmsthal, près de Cassel. il est fait chevalier de Saint-Louis en 1763.
Le 27 novembre 1765, il est nommé maître de camp du régiment de Thianges-dragons, et conserve son commandement jusqu’en 1774. Il est élevé au grade de brigadier de dragons, le 18 juin 1778, et il est promu maréchal de camp le 1er mars 1780.
Il est élu député de la noblesse du bailliage du Nivernais et Donziois aux États généraux de 1789. Imbu des idées de l'Ancien régime, il refuse son adhésion à l'assemblée des trois ordres, et donne sa démission le 20 juillet 1789, laissant sa place au marquis de Bonnay. Il n'émigre pas. 
Il meurt le 7 septembre 1800, en son château d'Anlezy, dans la Nièvre.